# 達如
達如（たつにょ、逹如）は、江戸時代後期の浄土真宗の僧。
東本願寺第二十代法主 。

## 経歴
本ページでは、年齢は、数え年。日付は、暦の正確性、著作との整合を保つ為、寛政9年（1797年 ）までは、宝暦暦表示。寛政10年（1798年）から、天保14年12月29日（1844年2月17日）までは、寛政暦表示。天保15年1月1日（1844年2月18日）からは、天保暦表示とする（歿年月日を除く）。また本山は、「本願寺」が正式名称だが、「西本願寺」との区別の便宜上、「東本願寺」と表記。
- 安永9年1月26日[4][注釈 1]（1780年3月1日）、第十九代法主 乗如の子として誕生。
- 寛政4年（1792年）2月19日、得度。
- 同年2月22日、父・乗如の示寂にともない、第二十代法主を継承。
  - 寛政10年（1798年）、「天明の京都大火」（天明8年〈1788年〉）により焼失した東本願寺・本堂が落成する。
- 文政6年（1823年）11月、本堂、再焼失。
- 文政8年（1825年）、本堂・再建を発願。
- 天保6年（1835年）3月、落成。
- 弘化3年（1846年）、次男・嚴如（大谷光勝）に法主を委譲、渉成園に退隠する。
- 慶応元年11月4日（1865年12月21日[3]）、86歳にて示寂。